# Apoballis okadae
Apoballis okadae är en kallaväxtart som först beskrevs av Mitsuru Hotta, och fick sitt nu gällande namn av S.Y.Wong och Peter Charles Boyce. Apoballis okadae ingår i släktet Apoballis och familjen kallaväxter. Inga underarter finns listade.